# RD-0124
Le RD-0124 est un moteur-fusée à ergols liquides russe fournissant de 30 tonnes de poussée, utilisé pour propulser le 3e étage du lanceur russe Soyouz 2.1b ainsi que le 2e étage des lanceurs Soyouz 2.1v et Angara. Il s'agit d'une version améliorée du RD-0110 brûlant un mélange de kérosène de grade RG-1 et d'oxygène liquide dont l'impulsion spécifique a été fortement accrue grâce au remplacement du cycle à générateur de gaz par un cycle à combustion étagée. Son premier vol opérationnel a eu lieu le 27 décembre 2006.

## Historique
Le moteur-fusée RD-0124 est développé au milieu des années 1990 par le bureau d'études de la société russe KB Khimautomatiki (KBKhA) implantée à Voronej. Il s'agit de remplacer partiellement le RD-0110 qui propulse le 3e étage Bloc I des fusées Soyouz depuis les années 1960 et dont plus de 1 000 exemplaires ont déjà volé. L'objectif est d'améliorer les performances du lanceur grâce au choix d'un cycle à combustion étagée qui permet d'augmenter la charge utile de plusieurs centaines de kilogrammes en orbite moyenne et haute. Les tests en banc d'essais débutent en 1996 et s'achèvent en février 2004. Le moteur commence sa carrière opérationnelle le 27 décembre 2006 en propulsant le 3e étage du premier exemplaire de la version 2.1b du lanceur Soyouz. Le RD-0124 est retenu par la suite pour équiper le nouveau lanceur léger Soyouz 2.1v et la nouvelle famille de lanceurs Angara. La version RD-0124A destinée à équiper le deuxième étage URM-2 du lanceur Angara débute ses tests en 2012.

## Caractéristiques techniques
Le moteur-fusée RD-0124 reprend les caractéristiques de son prédécesseur, le RD-0110 : comme celui-ci, il comprend quatre chambres de combustion alimentées par un mélange de kérosène de grade RG-1 et d'oxygène liquide. Sa poussée de 294 kilonewtons dans le vide (environ 30 tonnes) est quasiment identique et ses dimensions lui permettent de remplacer le RD-0110 sur le lanceur Soyouz sans modification structurelle importante. L'évolution la plus importante porte sur l'adoption d'un cycle à combustion étagée qui permet de porter l'impulsion spécifique de 325 à 357 secondes, ce qui fait passer la durée de fonctionnement de l'étage Bloc I de la fusée Soyouz de 254 à 274 secondes. La pression dans les chambres de combustion est portée à 157 bars. Le contrôle d'attitude de l'étage n'est plus obtenu à l'aide de petits moteurs verniers associés au moteur mais  par rotation de ±3.5° de chaque ensemble chambre de combustion/tuyère autour d'un axe. Les actuateurs qui font pivoter les moteurs utilisent le kérosène sous pression prélevé sur la ligne d'alimentation principale. Enfin l'extinction du moteur est rendue plus progressive pour réduire les forces liées à la décélération,.

## Version future; RD-0125A
En 2013 le constructeur KBKhA a annoncé les débuts du développement d'une version ne comportant qu'une seule chambre de combustion baptisée RD-0125A. Le nouveau moteur se caractérisera par une poussée plus importante, une masse réduite et un processus de fabrication plus simple.